# Robert Ballaman
Robert Ballaman (Reconvilier, 21 giugno 1926 – 5 settembre 2011) è stato un calciatore svizzero, che partecipò ai mondiali 1954 con la Svizzera.

## Carriera

### Club
Ballaman inizia la sua carriera nel FC Reconvilier, poi nel 1946 si trasferisce al Bienne con cui vince subito il campionato. Nelle stagioni successive sfiora varie volte lo scudetto e si afferma tra i migliori cannonieri del campionato svizzero.
Nella stagione 1950-1951 si trasferisce al Grasshopper, squadra militante in Lega Nazionale B con cui vince il campionato e ottiene la promozione in Lega Nazionale A. La stagione successiva vince il suo secondo campionato, si laurea vicecapocannoniere con 22 reti segnate e vince la Coppa Svizzera. Nelle tre stagioni successive sfiora di nuovo il campionato ottenendo due terzi e un secondo posto, poi nel 1955-1956 vince di nuovo il campionato e la Coppa Svizzera.
Il 26 aprile 1962 in una partita amichevole in previsione dei mondiali subisce la doppia frattura della caviglia ed è costretto ad un anno di inattività per riprendersi.
Ripresosi dall'infortunio si trasferisce al Winterthur, squadra con la quale chiude la sua carriera.

### Nazionale
Ballaman fa il suo debutto con la maglia della nazionale svizzera il 20 giugno 1948 in un'amichevole contro la Spagna, segnando un gol.
Nel 1954 viene convocato per i mondiali  nei quali segna 4 reti in 4 partite. Successivamente partecipa alle qualificazioni per i mondiali del 1958 per i quali la Svizzera non riesce a qualificarsi.
Nel 1961 diventa il capitano della nazionale nelle qualificazioni per i  mondiali del 1962 che però è costretto a saltare a causa del grave infortunio occorsogli pochi mesi prima della fase finale.
In totale Ballaman vanta 50 presenze e 18 reti con la nazionale svizzera.

### Dopo il ritiro
Dopo il ritiro Ballaman ha aperto un ristorante.

## Palmarès
- Coppa Svizzera: 2

Grasshopper: 1951-1952; 1955-1956;
- Campionato svizzero: 3

Bienne: 1946-1947;
Grasshopper: 1951-1952; 1955-1956